# Reinhold Pix

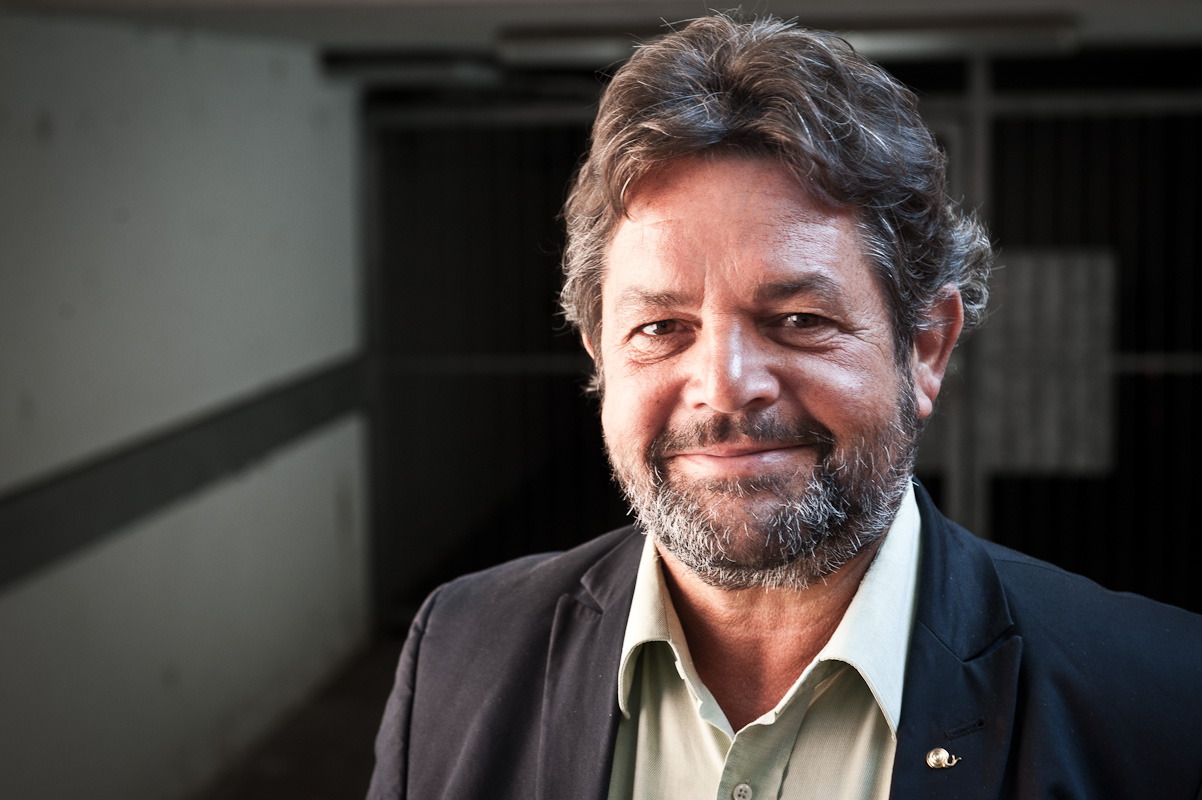
Reinhold Pix (2012)

Reinhold Pix (* 28. Oktober 1955 in Stuttgart) ist ein deutscher Politiker (Bündnis 90/Die Grünen). Seit 2006 ist er Abgeordneter im Landtag von Baden-Württemberg.

## Leben
Nach dem Abitur und dem Bundeswehrdienst, den er nach dem NATO-Doppelbeschluss noch nachträglich verweigerte, studierte er in Freiburg im Breisgau Forstwissenschaften. Das Studium schloss er 1983 als Diplom-Forstwirt ab.
Von 1984 bis 2006 war er Gemeinderat in Ihringen. Im Jahr 1985 wurde er in den Kreistag des Landkreises Breisgau-Hochschwarzwald gewählt, wo er sich als agrar- und umweltpolitischer Sprecher der grünen Kreistagsfraktion bis zu seinem Ausscheiden 2006 engagierte. Mit Landesentwicklungspolitik beschäftigte er sich von 1989 bis 1999 in der Verbandsversammlung des Regionalverbands Südlicher Oberrhein. Ebenfalls zehn Jahre lang war er als Beirat der Ökobank Freiburg tätig. Bei der Landtagswahl in Baden-Württemberg 2006 trat er erstmals im Wahlkreis Freiburg I an und zog über ein Zweitmandat in den Landtag ein. Bei der Landtagswahl 2011 errang er erstmals im Wahlkreis Freiburg I das Direktmandat mit 34,5 % der Wählerstimmen für die Grünen. Am 13. März 2016 erreichte er bei den Landtagswahlen erneut mit 38,9 % das Direktmandat im Wahlkreis Freiburg I. Seit 2006 ist Mitglied im Ausschuss Ländlicher Raum.  Er ist für die Fraktion Sprecher für Tourismus, Wald und Wild, wie auch Sprecher für Weinbau und AK-Vorsitzender Ländlicher Raum. Pix engagiert sich ehrenamtlich in mehreren Organisationen und Vereinen, darunter im Bund für Umwelt und Naturschutz Deutschland (BUND) und dem Naturschutzbund Deutschland (NABU). Bei der Landtagswahl 2021 trat er im Wahlkreis Breisgau an und konnte auch hier mit 37,7 % der Stimmen das Direktmandat erringen. Bei der Landtagswahl 2026 tritt er nicht erneut an.
Reinhold Pix lebt in Ihringen und ist verheiratet mit Helga Jakob. Sie gründeten 1984 gemeinsam das ökologische Weingut H. & R. Pix. 2017 erfolgte die Betriebsübergabe an Hannes und Sonja Pix. Pix ist Vater von vier Kindern.